# Kościół Chrystusa Króla w Szczecinie (Łasztownia)
Kościół Chrystusa Króla – kościół rzymskokatolicki istniejący w latach 1931–1944 na szczecińskiej Łasztowni, przy ulicy Energetyków.

## Historia
Kościół wzniesiony został w 1931 roku na potrzeby utworzonej w 1924 roku parafii katolickiej, skupiającej głównie pracowników portu oraz okolicznych magazynów i fabryk. Kamień węgielny pod świątynię położono 31 maja 1931 roku, konsekrował ją natomiast 25 października tegoż roku biskup berliński Christian Schreiber. Modernistyczny, żelbetowy budynek wyłożony z zewnątrz cegłą klinkierową zaprojektowany został przez trewirskich architektów Brandta i Martensa. Zbudowana na planie prostokąta świątynia posiadała od strony wschodniej masywną, 50-metrową prostopadłościenną wieżę zwieńczoną krzyżem oraz witraże zaprojektowane przez berlińskiego witrażystę Carla Bunscha. Salowe wnętrze nakryte było drewnianym stropem i płaskim, dwuspadowym dachem. W podwyższonym prezbiterium znajdowały się podtrzymujące sklepienie trzy pary żelbetowych arkad oraz pięć wysokich, potrójnych okien witrażowych. W kościele znajdowały się relikwie świętych Wenancjusza i Modesta. Na kościelnej wieży znajdował się zegar, na którego tarczy zamiast cyfr umieszczono litery układające się w napis Christus König Herr der Welt, Dir mein Leben. Górne partie wieży w części dzwonowej zaakcentowano trzema rzędami półkolistych arkad. Od strony północno-zachodniej do kościoła przylegał prostopadle zbudowany na planie prostokąta katolicki Dom Marynarza, z arkadowym podcieniem przy wejściu głównym na ścianie wschodniej.
Kościół został zniszczony podczas alianckich nalotów dywanowych na miasto w 1944 roku, ocalały jedynie jego mury obwodowe. Odnalezione w gruzach utensylia liturgiczne przeniesiono do kościoła Najświętszego Serca Pana Jezusa. Ruiny rozebrano w latach 50. XX wieku. Zachował się jedynie przylegający do kościoła trzypiętrowy budynek mieszczący katolicki Dom Marynarza, w którym po wojnie zamurowano podcienia na parterze, w ich górnej części wstawiając okna. Ulokowano w nim komisariat MO, a następnie policji. Po likwidacji komisariatu w 2004 roku w budynku znalazły swoją siedzibę prywatne przedsiębiorstwa.